# 曹嗣宗
曹嗣宗（1375年—？），字益顯，湖廣郴州秀才鄉人，民籍，明朝政治人物。進士出身。

## 生平
州學生，湖廣鄉試第七十九名。建文二年（1400年）庚辰科會試第八十八名，殿試登進士三甲。

## 家族
曾祖曹良伯、祖父曹福可，父亲曹克誠。